# The Argus (Мельбурн)
«Аргус» (англ. The Argus) — австралійська щоденна ранкова газета, яка випускалася в Мельбурні з 2 червня 1846 року по 19 січня 1957 року, і вважалася загальноавстралійською газетою з найбільшим тиражем за цей період. Вона відома як консервативна газета протягом більшої частини своєї історії, але прийняла лівий напрям із 1949 року. Головним конкурентом Argus була більш ліберальна газета Девіда Сайма The Age.

## Історія
Газета спочатку належала Вільяму Керру, який також був міським клерком Мельбурна з 1851 по 1856 рік і був журналістом у «Sydney Gazette» до того, як у 1839 році переїхав до Мельбурна, щоб працювати в газеті Джона Фокнера «Port Phillip Patriot».
Перше видання вийшло 2 червня 1846 року. Невдовзі газета стала відомою своєю нецензурною образою та сарказмом, і до 1853 року, після того як Керр програв низку позовів про наклеп, Керр був змушений продати право власності на газету, щоб уникнути фінансового краху. Потім видання публіковалося Едвардом Вілсоном. До 1855 року її щоденний тираж становив 13 000 примірників.
У жовтні 1881 року було запущено післяобіднє видання Evening Mail, редактором якого був Генрі Шортом, але проєкт був збитковим, і закрився в серпні 1882 року. Газета стала стабільним партнером тижневика The Australasian, (у 1946 році перейменований на Australasian Post).
Під час Великої депресії у 1933 році, випустили додаток Melbourne Evening Star, конкуруючи з газетою The Herald із Herald & Weekly Times, але припинила це видання в 1936 році через низькі тиражі.
Починаючи з 1939 року газетна діяльність компанії зазнавала серйозних фінансових втрат, які триватимуть у 1940-х і 1950-х роках через економічні потрясіння, підвищення вартості газетного паперу та жорстокої конкуренції за тираж газет у Мельбурні.
У червні 1949 року газету Argus придбала лондонська газетна група Daily Mirror, і 28 липня 1952 року вона стала першою газетою в світі, яка опублікувала кольорові фотографії в щоденній газеті. Газета також мала інтерес до радіо, а з 1956 року до нового медіа телебачення, будучи частиною консорціуму General Telecasters Victoria (GTV) і його телевізійної станції GTV-9 (тепер частина Nine Network).
19 січня 1957 року, через 110 років, сім місяців і 17 днів, було опубліковано останнє видання The Argus. Газету було закрито та продано групі Herald and Weekly Times (HWT), яка зобов'язалася знову найняти персонал Argus, а також виділила акції власникам у Великій Британії.

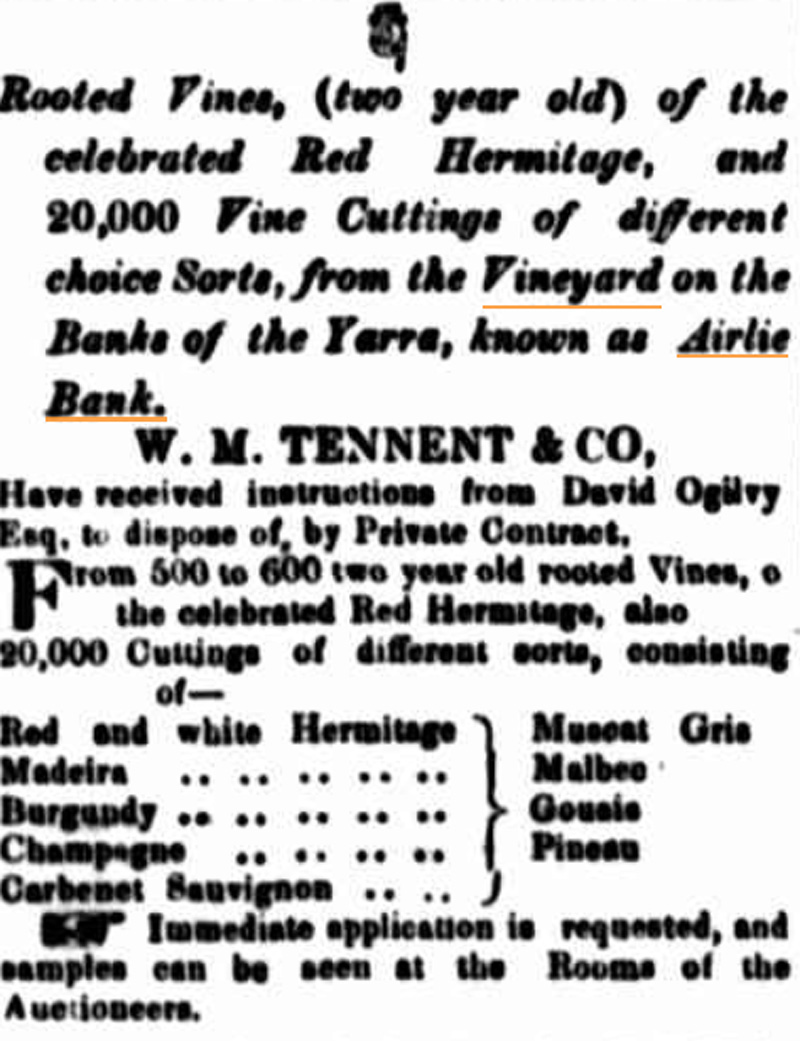
Оголошення про продаж виноградної лози в Ерлі, Південна Ярра, 1850 рік
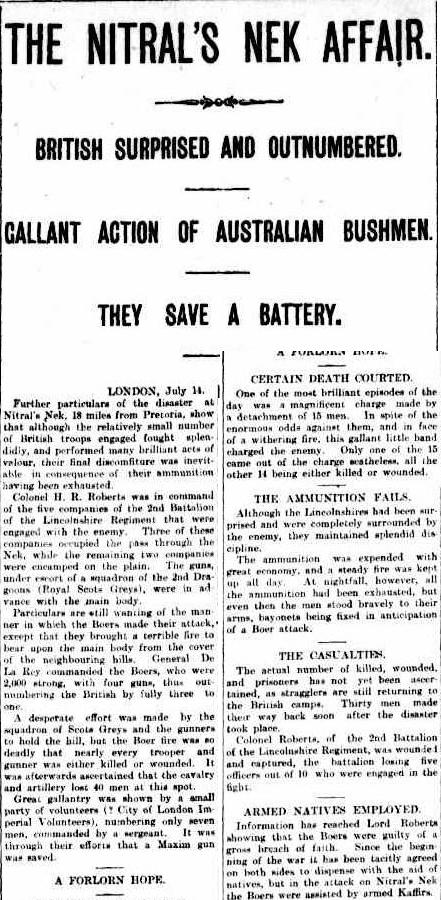
Стаття в газеті про битву при Сілкотснек 11 липня 1900 року під час англо-бурської війни.
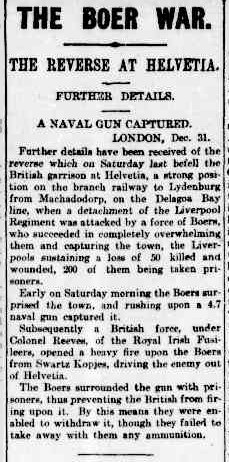
Стаття в газеті : Бурська війна. Зворотна реакція в Гельвеції. Аргус (Мельбурн), 2 січня 1901 р. Сторінка 6.
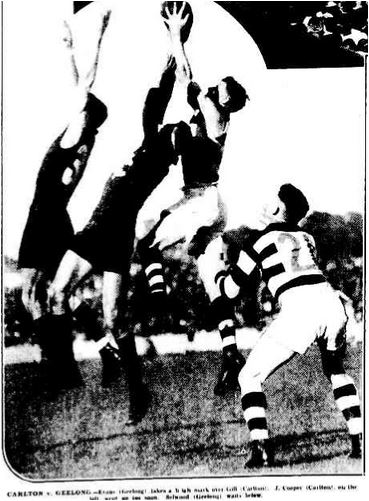
Фотографія в аргусі матчу 4-го раунду VFL між футбольними клубами Карлтон і Джілонг 26 травня 1934 року в Парку принців у Мельбурні, штат Вікторія.
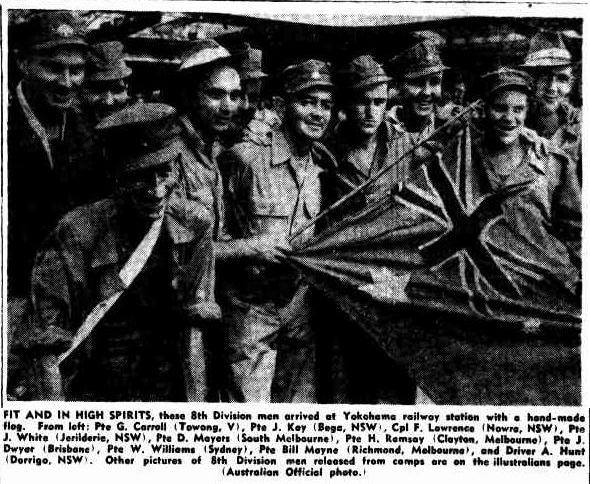
Цей прапор військовополонених з’явився на першій сторінці газети «Аргус» за 15 вересня 1945 року.
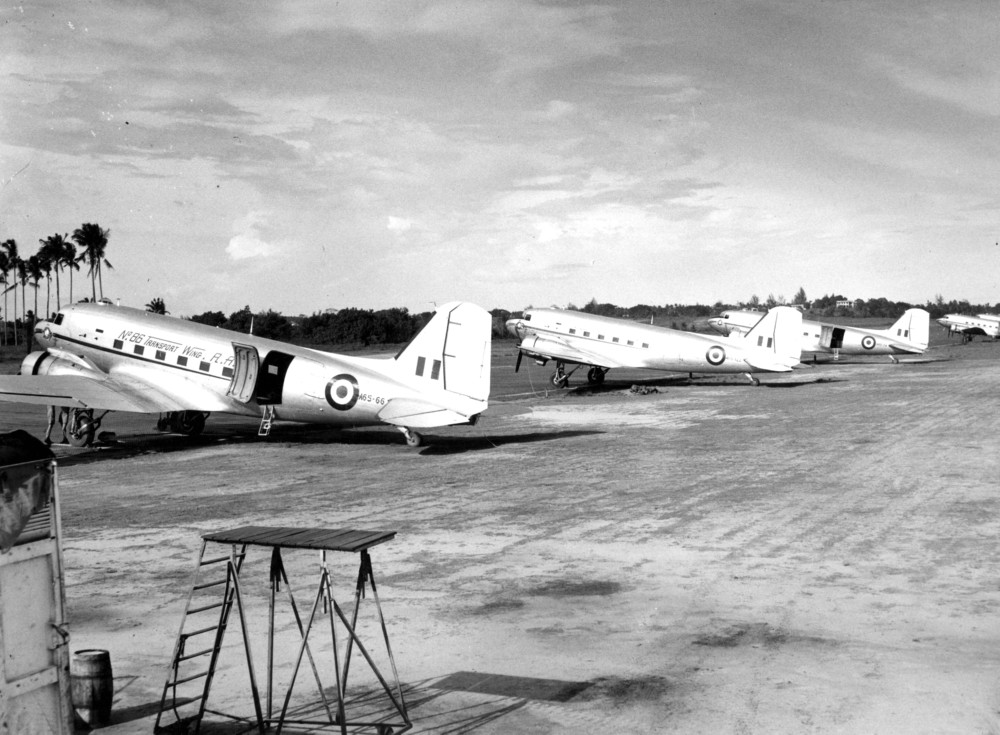
Літаки Douglas Dakota 38-ї ескадрильї RAAF в Сінгапурі.